# Kullelampi (sjö, lat 66,82, long 26,77)
Kullelampi är en sjö i Finland. Den ligger i kommunen Kemijärvi i landskapet Lappland, i den norra delen av landet, 700 km norr om huvudstaden Helsingfors. Kullelampi ligger 197 meter över havet. Den ligger vid sjön Enijärvi. Arean är 42,6 hektar och strandlinjen är 3,98 kilometer lång. Sjön  ingår i Kemi älvs huvudavrinningsområde. 